# Келехсаев, Магрез Ильич
Магре́з Ильи́ч Келехса́ев (род. 1940, с. Чеселт, Юго-Осетинская автономная область, Грузинская ССР, СССР) — советский и российский театральный художник, сценограф, живописец, педагог. Народный художник РФ (2008). Лауреат Государственной премии РСФСР имени Станиславского (1984). Член Союза художников СССР с 1974 года.

## Биография
Родился 5 мая 1940 года в с. Чеселт, Юго-Осетинская область Грузинской ССР. Учился в Цхинвальском художественном училище им. М. Туганова (1961-66), Ленинградском институте живописи, скульптуры и архитектуры имени И. Репина (1969-74), окончил его с отличием, по специальности «Театральная живопись». С 1974 года преподаватель Владикавказского художественного училища. В том же году принят в Северо-Осетинский государственный академический театр имени В. В. Тхапсаева, проработав там более 20 лет. Является членом Правления Союза художников Республики Северная Осетия-Алания

## Спектакли
Оформил свыше 120 спектаклей, в числе лучших:
- 1978 — «Чермен» Г. Плиева
- 1980 — «Тимон Афинский» (Государственная премия), «Макбет», «Король Лир» В.Шекспира
- 1990 — «На дне» М.Горького
- 1990 — «Отверженный ангел» Ш. Джигкаева
- 1990 — «Земные боги» В. Гаглоева
- 1990 — «Давид Сослан» Г. Плиева
- «Я, бабушка, Илико и Илларион» Н.Думбадзе
- «Мата Хари» Н. Йорданова

## Семья
- Супруга — Эмма, художник, член Союза художников России.
  - Сын — Давид (р. 1989), художник, член Союза художников России,
  - Дочь — Кристина (1988—2010)[2]
  - Дочь — Каролина, студентка СОГУ

## Награды
- Орден Почёта (25 июля 2021) — за большой вклад в развитие отечественной культуры и искусства, многолетнюю плодотворную деятельность[3]
- Премия «Русская галерея — XXI век» (2011)[4]
- Орден Дружбы (Южная Осетия, 2010)[5]
- Народный художник Российской Федерации (2008)[6]
- Заслуженный художник Российской Федерации (22 октября 1996) — за заслуги в области искусства[7]
- Государственная премия РСФСР имени К. С. Станиславского (1984)[1]
- Орден Дружбы народов[4]
- Народный художник Северо-Осетинской АССР
- Заслуженный художник Северо-Осетинской АССР
- Народный художник Южной Осетии
- Серебряная медаль Российской Академии Художеств
- Медаль «За высокие достижения» (Награда министерства культуры Чеченской Республики)
- Памятная медаль «В ознаменование 90 годовщины образования СССР»
- Медаль «50 лет МОСХ РОССИИ»
- Лауреат национальной премии в области современного изобразительного искусства России «Русская галерея XXI век»